# 1900.
1900. je prvo desetletje v 20. stoletju med letoma 1900 in 1909. 